# César al millor so
El César al millor so (en francès: César du meilleur son és un premi cinematogràfic francès entregat des de 1976 per l'Acadèmia de les Arts i Tècniques del Cinema de França (en francès: Académie des arts et techniques du cinéma).

## Palmarès
- Font: Pàgina oficial del premi.

### Dècada del 1970
| Any                           | Títol original  | Títol en català               | Enginyer de so | Pais |
| ----------------------------- | --------------- | ----------------------------- | -------------- | ---- |
| 1976                          |                 |                               |                |      |
| Black Moon                    | Lluna negra     | Nara Kollery i Luc Perini     | França         |      |
| Hu-Man                        | -               | Harald Maury i Harrik Maury   | França         |      |
| India song                    | India Song      | Michel Vionnet                | França         |      |
| Le vieux fusil                | El vell fusell  | Bernard Aubouy                | França         |      |
| 1977                          |                 |                               |                |      |
| Mado                          | -               | Jean-Pierre Ruh               | França         |      |
| Barocco                       | -               | Paul Lainé                    | França         |      |
| Je t'aime moi non plus        | -               | Antoine Bonfanti              | França         |      |
| La meilleure façon de marcher | -               | Paul Lainé                    | França         |      |
| Monsieur Klein                | El senyor Klein | Jean Labussiere               | França         |      |
| 1978                          |                 |                               |                |      |
| Providence                    | Providence      | René Magnol i Jacques Maumont | França         |      |
| Diabolo menthe                | -               | Bernard Aubouy                | França         |      |
| Dites-lui que je l'aime       | -               | Paul Lainé                    | França         |      |
| La griffe et la dent          | -               | François Bel i Pierre Ley     | França         |      |
| La vie devant soi             | -               | Jean-Pierre Ruh               | França         |      |
| 1979                          |                 |                               |                |      |
| L'état sauvage                | -               | William-Robert Sivel          | Grècia         |      |
| Judith Therpauve              | -               | Harald Maury                  | França         |      |
| Molière                       | Molière         | Alix Comte                    | França         |      |
| Une histoire simple           | -               | Pierre Lenoir                 | França         |      |

### Dècada del 1980
| Any                         | Títol original            | Títol en català                                                     | Enginyer de so | Pais |
| --------------------------- | ------------------------- | ------------------------------------------------------------------- | -------------- | ---- |
| 1980                        |                           |                                                                     |                |      |
| Clair de femme              | -                         | Pierre Gamet                                                        | França         |      |
| Martin et Léa               | -                         | Alain Lachassagne                                                   | França         |      |
| Perceval le gallois         | Perceval le Gallois       | Jean-Pierre Ruh                                                     | França         |      |
| Retour à la bien-aimée      | -                         | Pierre Lenoir                                                       | França         |      |
| 1981                        |                           |                                                                     |                |      |
| Le dernier métro            | L'últim metro             | Michel Laurent                                                      | França         |      |
| La Banquière                | -                         | Jean-Pierre Ruh                                                     | França         |      |
| La Mort en direct           | -                         | Michel Desrois                                                      | França         |      |
| Un mauvais fils             | -                         | Pierre Lenoir                                                       | França         |      |
| 1982                        |                           |                                                                     |                |      |
| Diva                        | Diva                      | Jean-Pierre Ruh                                                     | França         |      |
| Garde à vue                 | -                         | Paul Lainé                                                          | França         |      |
| Malevil                     | Malevil                   | Pierre Gamet                                                        | França         |      |
| Les uns et les autres       | -                         | Harald Maury                                                        | França         |      |
| 1983                        |                           |                                                                     |                |      |
| La Passante du Sans-Souci   | -                         | William-Robert Sivel i Claude Villand                               | Grècia França  |      |
| Danton                      | -                         | Jean-Pierre Ruh                                                     | França         |      |
| Les Quarantièmes rugissants | 40 graus latitud sud      | Pierre Gamet i Jacques Maumont                                      | França         |      |
| Une chambre en ville        | Una habitació a la ciutat | André Hervée                                                        | França         |      |
| 1984                        |                           |                                                                     |                |      |
| Tchao pantin                | -                         | Jean Labussière i Gérard Lamps                                      | França         |      |
| L'argent                    | Els diners                | Jean-Louis Ughetto                                                  | França         |      |
| Garçon!                     | -                         | Pierre Lenoir i Jacques Maumont                                     | França         |      |
| Mortelle randonnée          | -                         | Nadine Muse, Paul Lainé i Maurice Gilbert                           | França         |      |
| 1985                        |                           |                                                                     |                |      |
| Carmen                      | Carmen                    | Dominique Hennequin, Guy Level i Harald Maury                       | França         |      |
| L'amour à mort              | L'amor fins al final      | Pierre Gamet i Jacques Maumont                                      | França         |      |
| Fort Saganne                | Fort Saganne              | Pierre Gamet, Jean-Paul Loublier i Claude Villand                   | França         |      |
| Souvenirs, souvenirs        | -                         | Bernard Leroux, Guillaume Sciama i Claude Villand                   | França         |      |
| 1986                        |                           |                                                                     |                |      |
| Subway                      | -                         | Gérard Lamps, Harald Maury, Harrik Maury i Luc Perini               | França         |      |
| L'effrontée                 | -                         | Paul Lainé i Gérard Lamps                                           | França         |      |
| Harem                       | -                         | Pierre Gamet i Dominique Hennequin                                  | França         |      |
| Rendez-vous                 | Rendez-vous               | Dominique Hennequin i Jean-Louis Ughetto                            | França         |      |
| 1987                        |                           |                                                                     |                |      |
| Autour de minuit            | Al voltant de mitjanit    | Michel Desrois, William Flageollet, Bernard Leroux i Claude Villand | França         |      |
| Jean de Florette            | -                         | Pierre Gamet, Dominique Hennequin i Laurent Quaglio                 | França         |      |
| Tenue de soirée             | -                         | Bernard Bats i Dominique Hennequin                                  | França         |      |
| Thérèse                     | -                         | Dominique Dalmasso i Alain Lachassagne                              | França         |      |
| 1988                        |                           |                                                                     |                |      |
| Au revoir les enfants       | -                         | Jean-Claude Laureux, Bernard Leroux i Claude Villand                | França         |      |
| Les innocents               | Les innocents             | Dominique Hennequin i Jean-Louis Ughetto                            | França         |      |
| Un homme amoureux           | -                         | Bernard Bats i Gérard Lamps                                         | França         |      |
| 1989                        |                           |                                                                     |                |      |
| Le grand bleu               | El gran blau              | Pierre Befve, François Groult i Gérard Lamps                        | França         |      |
| Camille Claudel             | -                         | François Groult, Dominique Hennequin i Guillaume Sciama             | França         |      |
| L'ours                      | L'os                      | Bernard Leroux, Laurent Quaglio i Claude Villand                    | França         |      |

### Dècada del 1990
| Any                                  | Títol original                     | Títol en català                                                  | Enginyer de so | Pais |
| ------------------------------------ | ---------------------------------- | ---------------------------------------------------------------- | -------------- | ---- |
| 1990                                 |                                    |                                                                  |                |      |
| Monsieur Hire                        | -                                  | Dominique Hennequin i Pierre Lenoir                              | França         |      |
| Bunker palace hôtel                  | -                                  | Pierre Gamet i Claude Villand                                    | França         |      |
| La vie et rien d'autre               | La vida i res més                  | Michel Desrois, William Flageollet i Gérard Lamps                | França         |      |
| 1991                                 |                                    |                                                                  |                |      |
| Cyrano de Bergerac                   | Cyrano de Bergerac                 | Pierre Gamet i Dominique Hennequin                               | França         |      |
| Nikita                               | Nikita                             | Michel Barlier, Pierre Befve i Gérard Lamps                      | França         |      |
| Nouvelle vague                       | Nouvelle Vague                     | Pierre-Alain Besse, François Musy i Henri Morelle                | Suïssa Bèlgica |      |
| 1992                                 |                                    |                                                                  |                |      |
| Tous les matins du monde             | Tots els matins del món            | Pierre Gamet, Gérard Lamps, Anne Le Campion i Pierre Vernay      | França         |      |
| Delicatessen                         | Delicatessen                       | Vincent Arnardi i Jérôme Thiault                                 | França         |      |
| Van Gogh                             | -                                  | Jean-Pierre Duret i François Groult                              | França         |      |
| 1993                                 |                                    |                                                                  |                |      |
| Indochine                            | Indoxina                           | Dominique Hennequin i Guillaume Sciama                           | França         |      |
| L'accompagnatrice                    | -                                  | Paul Lainé i Gérard Lamps                                        | França         |      |
| Un coeur en hiver                    | -                                  | Pierre Lenoir i Jean-Paul Loublier                               | França         |      |
| 1994                                 |                                    |                                                                  |                |      |
| Bleu                                 | Tres colors: Blau                  | William Flageollet i Jean-Claude Laureux                         | França         |      |
| Germinal                             | Germinal                           | Pierre Gamet i Dominique Hennequin                               | França         |      |
| Smoking/no smoking                   | No Smoking                         | Bernard Bats i Gérard Lamps                                      | França         |      |
| 1995                                 |                                    |                                                                  |                |      |
| Farinelli                            | Farinelli, Il Castrato             | Dominique Hennequin i Jean-Paul Mugel                            | França         |      |
| Léon                                 | El professional                    | Pierre Excoffier, François Groult, Gérard Lamps i Bruno Tarrière | França         |      |
| Trois couleurs Rouge                 | Tres colors: Vermell               | William Flageollet i Jean-Claude Laureux                         | França         |      |
| 1996                                 |                                    |                                                                  |                |      |
| Le hussard sur le toit               | -                                  | Pierre Gamet, Jean Goudier i Dominique Hennequin                 | França         |      |
| La Haine                             | -                                  | Dominique Dalmasso i Vincent Tulli                               | França         |      |
| Nelly et Mr Arnaud                   | -                                  | Pierre Lenoir i Jean-Paul Loublier                               | França         |      |
| 1997                                 |                                    |                                                                  |                |      |
| Microcosmos                          | Microcosmos : Le Peuple de l'herbe | Philippe Barbeau, Bernard Leroux i Laurent Quaglio               | França         |      |
| Capitaine Conan                      | Capità Conan                       | Michel Desrois i Gérard Lamps                                    | França         |      |
| Ridicule                             | Ridícul                            | Jean Goudier, Paul Lainé i Dominique Hennequin                   | França         |      |
| 1998                                 |                                    |                                                                  |                |      |
| On connaît la chanson                | Coneixem la cançó                  | Michel Klochendler, Pierre Lenoir i Jean-Pierre Laforce          | França         |      |
| Le cinquième élément                 | El cinquè element                  | Daniel Brisseau                                                  | França         |      |
| Le cousin                            | -                                  | Pierre Gamet i Gérard Lamps                                      | França         |      |
| 1999                                 |                                    |                                                                  |                |      |
| Taxi                                 | -                                  | Vincent Arnardi i Vincent Tulli                                  | França         |      |
| Ceux qui m'aiment prendront le train | -                                  | Jean-Pierre Laforce, Nadine Muse i Guillaume Sciama              | França         |      |
| Place Vendôme                        | -                                  | Jean-Pierre Duret i Dominique Hennequin                          | França         |      |

### Dècada del 2000
| Any                                 | Títol original                       | Títol en català                                                                            | Enginyer de so    | Pais |
| ----------------------------------- | ------------------------------------ | ------------------------------------------------------------------------------------------ | ----------------- | ---- |
| 2000                                |                                      |                                                                                            |                   |      |
| Jeanne d'Arc                        | Joana d'Arc                          | François Groult, Bruno Tarrière i Vincent Tulli                                            | França            |      |
| Les enfants du marais               | La fortuna de viure                  | William Flageollet i Guillaume Sciama                                                      | França            |      |
| La Fille sur le pont                | -                                    | Dominique Hennequin i Paul Lainé                                                           | França            |      |
| 2001                                |                                      |                                                                                            |                   |      |
| Harry, un ami qui vous veut du bien | Harry, un amic que us estima         | Gérard Hardy, Gérard Lamps i François Maurel                                               | França            |      |
| Les rivières pourpres               | Els rius de color porpra             | Cyril Holtz i Vincent Tulli                                                                | França            |      |
| Le roi danse                        | La passió del rei                    | Dominique Dalmasso i Henri Morelle                                                         | França Bèlgica    |      |
| 2002                                |                                      |                                                                                            |                   |      |
| Sur mes lèvres                      | Llegeix-me els llavis                | Cyril Holtz, Pascal Villard i Marc-Antoine Beldent                                         | França            |      |
| Le fabuleux destin d'Amélie Poulain | Amélie                               | Gérard Hardy, Laurent Kossayan, Vincent Arnardi i Jean Umansky                             | França            |      |
| Le Pacte des loups                  | El pacte dels llops                  | Cyril Holtz i Jean-Paul Mugel                                                              | França            |      |
| 2003                                |                                      |                                                                                            |                   |      |
| Le pianiste                         | El pianista                          | Gérard Hardy, Jean-Marie Blondel i Dean Humphreys                                          | França Regne Unit |      |
| 8 femmes                            | -                                    | Pierre Gamet, Jean-Pierre Laforce i Benoît Hillebrant                                      | França            |      |
| Amen.                               | -                                    | Dominique Gaborieau, Francis Wargnier i Pierre Gamet                                       | França            |      |
| 2004                                |                                      |                                                                                            |                   |      |
| Pas sur la bouche                   | A la boca no                         | Jean-Marie Blondel, Gérard Hardy i Gérard Lamps                                            | França            |      |
| Bon voyage                          | Bon Voyage                           | Pierre Gamet, Jean Goudier i Dominique Hennequin                                           | França            |      |
| Les égarés                          | -                                    | Olivier Goinard, Jean-Pierre Laforce i Jean-Paul Mugel                                     | França            |      |
| 2005                                |                                      |                                                                                            |                   |      |
| Les choristes                       | -                                    | Daniel Sobrino, Nicolas Cantin i Nicolas Naegelen                                          | França            |      |
| 36, quai des Orfèvres               | Assumptes pendents                   | François Maurel, Sylvain Lasseur, Joël Rangon i Pierre Mertens                             | França Bèlgica    |      |
| Un long dimanche de fiançailles     | Llarg diumenge de festeig            | Jean Umansky, Gérard Hardy i Vincent Arnardi                                               | França            |      |
| 2006                                |                                      |                                                                                            |                   |      |
| La marche de l'empereur             | El viatge de l'emperador             | Laurent Quaglio i Gérard Lamps                                                             | França            |      |
| De battre mon coeur s'est arrêté    | De tant bategar se m'ha parat el cor | Brigitte Taillandier, Pascal Villard, Cyril Holtz i Philippe Amouroux                      | França            |      |
| Gabrielle                           | Gabrielle                            | Guillaume Sciama, Benoît Hillebrant i Olivier Dô Hùu                                       | França            |      |
| 2007                                |                                      |                                                                                            |                   |      |
| Quand j'étais chanteur              | Chanson d'amour                      | François Musy i Gabriel Hafner                                                             | França            |      |
| Coeurs                              | Assumptes privats en llocs públics   | Jean-Marie Blondel, Gérard Lamps i Thomas Desjonquères                                     | França            |      |
| Indigènes                           | Dies de glòria                       | Olivier Hespel, Olivier Walczak, Franck Rubio i Thomas Gauder                              | Bèlgica França    |      |
| Lady Chatterley                     | Lady Chatterley                      | Jean-Jacques Ferran, Nicolas Moreau i Jean-Pierre Laforce                                  | França            |      |
| Ne le dis à personne                | -                                    | Pierre Gamet, Jean Goudier i Gérard Lamps                                                  | França            |      |
| 2008                                |                                      |                                                                                            |                   |      |
| La Môme                             | La vida en rosa                      | Laurent Zeilig, Pascal Villard, Jean-Paul Hurier i Marc Doisne                             | França            |      |
| Les chansons d'amour                | -                                    | Guillaume Le Braz, Valérie de Loof, Agnès Ravez i Thierry Delor                            | França            |      |
| L'ennemi intime                     | -                                    | Antoine Deflandre, Germain Boulay i Eric Tisserand                                         | França            |      |
| Persépolis                          | Persèpolis                           | Thierry Lebon, Eric Chevallier i Samy Bardet                                               | França            |      |
| Le scaphandre et le papillon        | L'escafandre i la papallona          | Jean-Paul Mugel, Francis Wargnier i Dominique Gaboriau                                     | França            |      |
| 2009                                |                                      |                                                                                            |                   |      |
| Mesrine                             | Mesrine                              | Jean Minondo, Gérard Hardy, Alexandre Widmer, Loïc Prian, François Groult i Hervé Buirette | França            |      |
| Entre les murs                      | La classe                            | Olivier Mauvezin, Agnès Ravez i Jean-Pierre Laforce                                        | França            |      |
| Faubourg 36                         | -                                    | Daniel Sobrino, Roman Dymny i Vincent Goujon                                               | França            |      |
| Séraphine                           | Séraphine                            | Emmanuel Croset, Ingrid Ralet i Philippe Vandendriessche                                   | França Bèlgica    |      |
| Un conte de Noël                    | -                                    | Jean-Pierre Laforce, Nicolas Cantin i Sylvain Malbrant                                     | França            |      |

### Dècada del 2010
| Any                                        | Títol original                 | Títol en català                                                  | Enginyer de so    | Pais |
| ------------------------------------------ | ------------------------------ | ---------------------------------------------------------------- | ----------------- | ---- |
| 2010                                       |                                |                                                                  |                   |      |
| Le Concert                                 | El concert                     | Pierre Excoffier, Bruno Tarrière i Sélim Azzazi                  | França            |      |
| À l'Origine                                | -                              | François Musy i Gabriel Hafner                                   | Suïssa            |      |
| Micmacs à tire-larigot                     | -                              | Jean Umansky, Gérard Hardy i Vincent Arnardi                     | França            |      |
| Un prophète                                | Un profeta                     | Brigitte Taillandier, Francis Wargnier i Jean-Paul Hurier        | França            |      |
| Welcome                                    | Welcome                        | Eric Tisserand, Laurent Quaglio i Pierre Mertens                 | França Bèlgica    |      |
| 2011                                       |                                |                                                                  |                   |      |
| Gainsbourg, vie héroïque                   | -                              | Daniel Sobrino, Jean Goudier i Cyril Holtz                       | França            |      |
| Des hommes et des dieux                    | De déus i homes                | Jean-Jacques Ferran, Eric Bonnard i Vincent Guillon              | França            |      |
| Océans                                     | Oceans                         | Philippe Barbeau, Jérôme Wiciak i Florent Lavallée               | França            |      |
| The Ghost Writer                           | L'escriptor                    | Jean-Marie Blondel, Thomas Desjonquères i Dean Humphreys         | França Regne Unit |      |
| Tournée                                    | -                              | Olivier Mauvezin, Séverin Favriau i Stéphane Thiébaut            | França Suïssa     |      |
| 2012                                       |                                |                                                                  |                   |      |
| L'exercice de l'Etat                       | -                              | Olivier Hespel, Jean-Pierre Laforce i Julie Brenta               | França Bèlgica    |      |
| L'Apollonide, souvenirs de la maison close | -                              | Jean-Pierre Duret, Nicolas Moreau i Jean-Pierre Laforce          | França            |      |
| La guerre est déclarée                     | Declaració de guerra           | André Rigaut, Sébastien Savine i Laurent Gabiot                  | França            |      |
| Intouchables                               | Intocable                      | Pascal Armant, Jean Goudier i Jean-Paul Hurier                   | França            |      |
| Polisse                                    | -                              | Nicolas Provost, Emmanuel Croset i Rym Debbarh-Mounir            | França            |      |
| 2013                                       |                                |                                                                  |                   |      |
| Cloclo                                     | -                              | Antoine Deflandre, Germain Boulay i Eric Tisserand               | França            |      |
| Les Adieux à la Reine                      | L'adeu a la reina              | Brigitte Taillandier, Francis Wargnier i Olivier Goinard         | França            |      |
| Amour                                      | Amor                           | Guillaume Sciama, Nadine Muse i Jean-Pierre Laforce              | França            |      |
| De rouille et d'os                         | De rovell i d'os               | Brigitte Taillandier, Pascal Villard i Jean-Paul Hurier          | França            |      |
| Holy Motors                                | -                              | Erwan Kerzanet, Josefina Rodriguez i Emmanuel Croset             | França            |      |
| 2014                                       |                                |                                                                  |                   |      |
| Michael Kohlhaas                           | Michael Kohlhaas               | Jean-Pierre Duret, Jean Mallet i Mélissa Petitjean               | França            |      |
| Les Garçons et Guillaume, à table !        | Guillaume i els nois, a taula! | Marc-Antoine Beldent, Loïc Prian i Olivier Dô Hùu                | França            |      |
| L'inconnu du lac                           | -                              | Philippe Grivel i Nathalie Vidal                                 | França            |      |
| La Vénus à la fourrure                     | La Venus de les pells          | Lucien Balibar, Nadine Muse i Cyril Holtz                        | França            |      |
| La vie d'Adèle Chapitres 1 & 2             | La vida d'Adèle                | Jérôme Chenevoy, Jean-Paul Hurier i Fabien Pochet                | França Bèlgica    |      |
| 2015                                       |                                |                                                                  |                   |      |
| Timbuktu                                   | Timbuktu                       | Philippe Welsh, Roman Dymny i Thierry Delor                      | França            |      |
| Bande de filles                            | -                              | Pierre André i Daniel Sobrino                                    | França            |      |
| Bird People                                | -                              | Jean-Jacques Ferran, Nicolas Moreau i Jean-Pierre Laforce        | França            |      |
| Les Combattants                            | -                              | Jean-Luc Audy, Niels Barletta i Guillaume Bouchateau             | França            |      |
| Saint Laurent                              | -                              | Nicolas Cantin, Nicolas Moreau i Jean-Pierre Laforce             | França            |      |
| 2016                                       |                                |                                                                  |                   |      |
| Marguerite                                 | Madame Marguerite              | François Musy i Gabriel Hafner                                   | Suïssa            |      |
| Dheepan                                    | Dheepan                        | Daniel Sobrino, Valérie de Loof i Cyril Holtz                    | França            |      |
| Mon Roi                                    | -                              | Nicolas Provost, Agnès Ravez i Emmanuel Croset                   | França            |      |
| Mustang                                    | Mustang                        | Ibrahim Gök, Damien Guillaume i Olivier Goinard                  | França            |      |
| Trois souvenirs de ma jeunesse             | -                              | Nicolas Cantin, Sylvain Malbrant i Stéphane Thiébaut             | França Suïssa     |      |
| 2017                                       |                                |                                                                  |                   |      |
| L'Odyssée                                  | -                              | Marc Engels, Fred Demolder, Sylvain Réty i Jean-Paul Hurier      | França            |      |
| Chocolat                                   | Monsieur Chocolat              | Brigitte Taillandier, Vincent Guillon i Stéphane Thiébaut        | França Suïssa     |      |
| Elle                                       | Elle                           | Jean-Paul Mugel, Alexis Place, Cyril Holtz i Damien Lazzerini    | França            |      |
| Frantz                                     | -                              | Martin Boissau, Benoît Gargonne i Jean-Paul Hurier               | França            |      |
| Mal de pierres                             | El somni de la Gabrielle       | Jean-Pierre Duret, Sylvain Malbrant i Jean-Pierre Laforce        | França            |      |
| 2018                                       |                                |                                                                  |                   |      |
| Barbara                                    | -                              | Olivier Mauvezin, Nicolas Moreau i Stéphane Thiébaut             | França Suïssa     |      |
| 120 battements par minute                  | 120 pulsacions per minut       | Julien Sicart, Valérie de Loof i Jean-Pierre Laforce             | França            |      |
| Au Revoir là-haut                          | Ens veurem allà dalt           | Jean Minondo, Gurwal Coïc-Gallas, Cyril Holtz i Damien Lazzerini | França            |      |
| Grave                                      | Grave                          | Mathieu Descamps, Séverin Favriau i Stéphane Thiébaut            | França Suïssa     |      |
| Le sens de la fête                         | C'est la vie                   | Pascal Armant, Sélim Azzazi i Jean-Paul Hurier                   | França            |      |
| 2019                                       |                                |                                                                  |                   |      |
| Les Frères Sisters                         | Els germans Sisters            | Brigitte Taillandier, Valérie de Loof i Cyril Holtz              | França            |      |
| La Douleur                                 | Marguerite Duras: París 1944   | David Vranken, Aline Gavroy i Antoine-Basile Mercier             | Bèlgica França    |      |
| Le Grand Bain                              | El gran bany                   | Cédric Deloche, Marc Doisne i Gwennolé Le Borgne                 | França            |      |
| Guy                                        | -                              | Yves-Marie Omnes, Antoine Baudouin i Stéphane Thiébaut           | França Suïssa     |      |
| Jusqu'à la garde                           | -                              | Julien Roig, Julien Sicart i Vincent Verdoux                     | França            |      |

### Dècada del 2020
| Any                                                                 | Títol original                        | Títol en català                                                                               | Enginyer de so          | Pais |
| ------------------------------------------------------------------- | ------------------------------------- | --------------------------------------------------------------------------------------------- | ----------------------- | ---- |
| 2020                                                                |                                       |                                                                                               |                         |      |
| Le Chant du loup                                                    | -                                     | Nicolas Cantin, Raphaël Mouterde, Thomas Desjonquères, Olivier Goinard i Randy Thom           | França Estats Units     |      |
| La Belle Époque                                                     | La Belle Époque                       | Rémi Daru, Séverin Favriau i Jean-Paul Hurier                                                 | França                  |      |
| J'Accuse                                                            | L'oficial i l'espia                   | Lucien Balibar, Aymeric Devoldère, Cyril Holtz i Niels Barletta                               | França                  |      |
| Les Misérables                                                      | Els miserables                        | Arnaud Lavaleix, Jérôme Gonthier i Marco Casanova                                             | França                  |      |
| Portrait de la jeune fille en feu                                   | Retrat d'una dona en flames           | Julien Sicart, Valérie de Loof i Daniel Sobrino                                               | França                  |      |
| 2021                                                                |                                       |                                                                                               |                         |      |
| Adolescentes                                                        | -                                     | Yolande Decarsin, Fanny Martin, Jeanne Delplancq i Olivier Goinard                            | França                  |      |
| Adieu les cons                                                      | Adieu les cons                        | Jean Minondo, Gurwal Coïc-Gallas i Cyril Holtz                                                | França                  |      |
| Antoinette dans les Cévennes                                        | Antoinette dans les Cévennes          | Guillaume Valeix, Jean-Paul Hurier i Fred Demolder                                            | França Bèlgica          |      |
| Les choses qu'on dit, les choses qu'on fait                         | Les coses que diem, les coses que fem | Maxime Gavaudan, François Méreu i Jean-Paul Hurier                                            | França                  |      |
| Été 85                                                              | Été 85                                | Brigitte Taillandier, Julien Roig i Jean-Paul Hurier                                          | França                  |      |
| 2022                                                                |                                       |                                                                                               |                         |      |
| Annette                                                             | Annette                               | Erwan Kerzanet, Maxence Dussère, Thomas Gauder, Katia Boutin i Paul Heymans                   | França Alemanya Bèlgica |      |
| Aline                                                               | Aline                                 | Olivier Mauvezin, Arnaud Rolland, Edouard Morin i Daniel Sobrino                              | França                  |      |
| Boîte noire                                                         | Black Box                             | Nicolas Provost, Marc Doisne i Nicolas Bouvet-Levrard                                         | França                  |      |
| Illusions perdues                                                   | Les il·lusions perdudes               | François Musy, Renaud Musy i Didier Lozahic                                                   | Suïssa                  |      |
| Les Magnétiques                                                     | Magnetic Beats                        | Mathieu Descamps, Pierre Bariaud i Samuel Aïchoun                                             | França                  |      |
| 2023                                                                |                                       |                                                                                               |                         |      |
| La Nuit du 12                                                       | La nit del 12                         | François Maurel, Luc Thomas i Olivier Mortier                                                 | França Bèlgica          |      |
| En corps                                                            | En corps                              | Cyril Moisson, Nicolas Moreau i Cyril Holtz                                                   | França                  |      |
| L'Innocent                                                          | L'innocent                            | Laurent Benaïm, Alexis Meynet i Olivier Guillaume                                             | França                  |      |
| Novembre                                                            | Novembre                              | Cédric Deloche, Marc Doisne, Gwennolé Le Borgne i Alexis Place                                | França                  |      |
| Pacifiction - tourment sur les îles                                 | Pacifiction                           | Benjamin Laurent, Bruno Tarrière i Jordi Ribas                                                | França Catalunya        |      |
| 2024                                                                |                                       |                                                                                               |                         |      |
| Le Règne animal                                                     | Le Règne animal                       | Niels Barletta, Raphaël Sohier, Fabrice Osinski, i Matthieu Fichet                            | França Bèlgica Suïssa   |      |
| Anatomie d'une chute                                                | Anatomia d'una caiguda                | Julien Sicart, Olivier Goinard, Jeanne Delplancq i Fanny Martin                               | França                  |      |
| Je verrai toujours vos visages                                      | Je verrai toujours vos visages        | Rémy Daru, Guadalupe Cassius, Loïc Prian i Marc Doisne                                        | França                  |      |
| Le Procès Goldman                                                   | El cas Goldman                        | Erwan Kerzanet, Sylvain Malbrant i Olivier Guillaume                                          | França                  |      |
| Les Trois Mousquetaires (Partie 1 : D'Artagnan / Partie 2 : Milady) | -                                     | David Rit, Gwennolé Le Borgne, Cyril Holtz i Niels Barletta                                   | França                  |      |
| 2025                                                                |                                       |                                                                                               |                         |      |
| Emilia Pérez                                                        | Emilia Pérez                          | Aymeric Devoldère, Erwan Kerzanet Cyril Holtz i Niels Barletta                                | França                  |      |
| Le Comte de Monte-Cristo                                            | El comte de Montecristo               | David Rit, Gwennolé Le Borgne, Olivier Touche, Marc Doisne Laure-Anne Darras i Marion Papinot | França                  |      |
| L'Amour ouf                                                         | -                                     | Gwennolé Le Borgne, Jon Goc, Cédric Deloche i Marc Doisne                                     | França                  |      |
| En fanfare                                                          | -                                     | Pascal Armant, Niels Barletta i Sandy Notarianni                                              | França                  |      |
| L'Histoire de Souleymane                                            | -                                     | Marc-Olivier Brullé, Pierre Bariaud, Charlotte Butrak i Samuel Aïchoun                        | França                  |      |

## Estadístiques

### Els més premiats
| Premis | Nom                 | Anys                                     | Detalls        |
| ------ | ------------------- | ---------------------------------------- | -------------- |
| 7      | Gérard Lamps        | 1984, 1986, 1989, 1992, 2001, 2004, 2006 | 18 nominacions |
| 6      | Dominique Hennequin | 1985, 1990, 1991, 1993, 1995, 1996       | 17 nominacions |
| 4      | Pierre Gamet        | 1980, 1991, 1992, 1996                   | 17 nominacions |
| 4      | Cyril Holtz         | 2002, 2011, 2019, 2025                   | 15 nominacions |
| 4      | Gérard Hardy        | 2001, 2003, 2004, 2009                   | 7 nominacions  |
| 3      | Claude Villand      | 1983, 1987, 1988                         | 7 nominacions  |
| 3      | François Groult     | 1989, 2000, 2009                         | 6 nominacions  |
| 3      | Bernard Leroux      | 1987, 1988, 1997                         | 5 nominacions  |

### Els més nominats
| Nominacions | Nom                 | Anys | Detalls   |
| ----------- | ------------------- | --- | --------- |
| 18          | Gérard Lamps        | 1984, 1986 (2 candidatures), 1988, 1989, 1990, 1991, 1992, 1993, 1994, 1995, 1997, 1998, 2001, 2004, 2006, 2007 (2 candidatures) | 7 premis  |
| 17          | Dominique Hennequin | 1985, 1986 (2 candidatures), 1987 (2 candidatures), 1988, 1989, 1990, 1991, 1993, 1994, 1995, 1996, 1997, 1999, 2000, 2004       | 6 premis  |
| 17          | Pierre Gamet        | 1980, 1982, 1983, 1985 (2 candidatures), 1986, 1987, 1990, 1991, 1992, 1994, 1996, 1998, 2003 (2 candidatures), 2004, 2007       | 4 premis  |
| 15          | Cyril Holtz         | 2001, 2002 (2 candidatures), 2006, 2011, 2014, 2016, 2017, 2018, 2019, 2020, 2021, 2023, 2024, 2025                              | 4 premis  |
| 14          | Jean-Pierre Laforce | 1998, 1999, 2003, 2004, 2007, 2009 (2 candidatures), 2012 (2 candidatures), 2013, 2015 (2 candidatures), 2017, 2018              | 2 premis  |
| 12          | Jean-Paul Hurier    | 2008, 2010, 2012, 2013, 2014, 2017 (2 candidatures), 2018, 2020, 2021 (3 candidatures)                                           | 2 premis  |
| 9           | Paul Lainé          | 1977 (2 candidatures), 1978, 1982, 1984, 1986, 1993, 1997, 2000                                                                  | Cap premi |
| 8           | Pierre Lenoir       | 1979, 1980, 1981, 1984, 1990, 1993, 1996, 1998                                                                                   | 2 premis  |
| 7           | Gérard Hardy        | 2001, 2002, 2003, 2004, 2005, 2009, 2010                                                                                         | 4 premis  |
| 7           | Claude Villand      | 1983, 1985 (2 candidatures), 1987, 1988, 1989, 1990                                                                              | 3 premis  |
| 7           | Daniel Sobrino      | 2005, 2009, 2011, 2015, 2016, 2020, 2022                                                                                         | 2 premis  |
| 7           | Guillaume Sciama    | 1985, 1989, 1993, 1999, 2000, 2006, 2013                                                                                         | 1 premi   |
| 7           | Marc Doisne         | 2008, 2019, 2022, 2023, 2024, 2025 (2 candidatures)                                                                              | 1 premi   |